# Braindeadz
Braindeadz ist eine deutsche Thrash-Metal-Band aus Limburg an der Lahn, die im Jahr 2000 gegründet wurde. Der Name der Band ist ursprünglich durch das Lied Brain Dead der amerikanischen Thrash-Metal-Band Exodus inspiriert und nicht wie oft vermutet von Peter Jacksons Splatter-Film-Klassiker Braindead.

## Geschichte
Die Band wurde im Jahr 2000 von Sänger Jason Sanati und Gitarrist Ardian Shillova gegründet. Nach einigen Auftritten kamen Bassist Thorsten Weiss und Schlagzeuger Timm zur Band. Im Jahr 2003 nahm die Band ihr erstes Demo namens Open Up Wide We’re Coming Inside auf. Das zweite Demo folgte im Jahr 2004 und trug den Namen Dr. Pain’s Medicine. Kurz darauf verließ Schlagzeuger Timm die Band, der durch Christian „Hausi“ Hauske ersetzt wurde.
Im Jahr 2005 gewann die Band das Wacken Metal Battle für das Bundesland Hessen. Nach diesem Auftritt auf dem Wacken Open Air, erreichte die Band einen Vertrag bei STF Records. Die Band nahm ihr Debütalbum auf. Zudem folgten Auftritte mit Bands wie Desaster und Contradiction. Gegen Ende des Jahres 2007 verließ Gitarrist Shillova die Band und wurde durch Thomas „Tommi“ Bernert ersetzt. 2008 kam Hendrik Schmidt als zweiter Gitarrist zur Band.
Im Jahr 2011 wurde das zweite Album namens Born from Damnation über STF Records veröffentlicht.

## Stil
Die Band orientiert sich am klassischen Thrash Metal der 1980er-Jahre.

## Diskografie
- Open Up Wide We’re Coming Inside (Demo, 2003, Eigenveröffentlichung)
- Dr. Pain’s Medicine (Demo, 2004, Eigenveröffentlichung)
- Hang ’Em Highschool (Album, 2005, STF Records)
- Born from Damnation (Album, 2011, STF Records)